# Ampedus aurilegulus
Ampedus aurilegulus is een keversoort uit de familie kniptorren (Elateridae). De wetenschappelijke naam van de soort is voor het eerst geldig gepubliceerd in 1863 door Schaufuss.